# Lug Dubnica
Dumnicë e Llugave en albanais et Lug Dubnica en serbe latin (en serbe cyrillique : Луг Дубница) est une localité du Kosovo située dans la commune/municipalité de Vushtrri/Vučitrn et dans le district de Mitrovicë/Kosovska Mitrovica. Selon le recensement kosovar de 2011, elle compte 656 habitants, tous albanais.

## Démographie

### Évolution historique de la population dans la localité
| 1948 | 1953 | 1961 | 1971 | 1981 | 1991 | 2011 |
| ---- | ---- | ---- | ---- | ---- | ---- | ---- |
| 412  | 466  | 635  | 809  | 905  | 985  | 656  |

|  |